# منتخب منغوليا تحت 17 سنة لكرة القدم
منتخب منغوليا تحت 17 سنة لكرة القدم هو ممثل منغوليا الرسمي في المنافسات الدولية في كرة القدم في فئة كرة قدم تحت 17 سنة للرجال
، يديريه اتحاد منغوليا لكرة القدم.